# Opozycja stoicka
Opozycja stoicka – termin nadany grupie filozofów stoickich, którzy aktywnie przeciwstawiali się autokratycznym rządom cesarzy rzymskich I wieku n.e. W szczególności dotyczyło to rządów Nerona oraz Domicjana. Najwybitniejszym przedstawicielem tego ruchu był wpływowy senator Trazea Paetus, skazany na śmierć przez Nerona. Członkowie tej grupy cieszyli się wielkim szacunkiem późniejszych stoików, m.in. Epikteta oraz Marka Aureliusza. Trazea Paetus, Rubeliusz Plaut oraz Barea Soranus mieli studiować u słynnego stoika Muzoniusza Rufusa. Wszyscy trzej, określani jako „stoiccy męczennicy”, zostali zamordowani na rozkaz Nerona. 

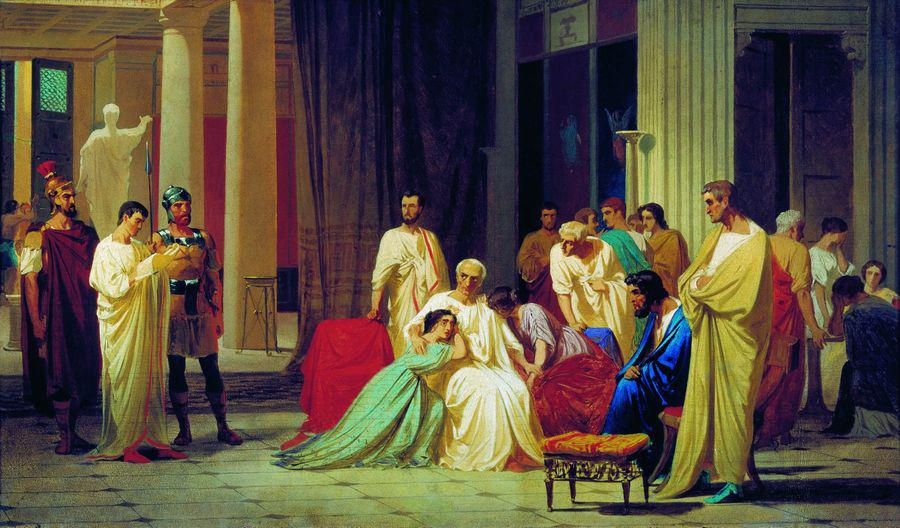
Kwestor odczytujący wyrok śmierci senatorowi Trazei Paetusowi, Fiodor Bronnikov, Muzeum Sztuki Radiszczew

## Źródła
Idea „opozycji stoickiej” zrodziła się w XIX w. w pracach Gastona Boissiera. Francuski uczony zaproponował teorię mówiącą, iż opozycji wobec cesarzy rzymskich początków pryncypatu przewodzili stoicy. Sprzeciwiali się oni arbitralnemu używaniu władzy, zamiast rządzeniu w oparciu o spójną regułę filozoficzną. Opozycja rozpoczęła swoje istnienie w okresie rządów Nerona i działała pod dynastią Flawiuszów, głównie Wespazjana i Domicjana. Towarzyszyły tej działalności procesy senatorów stoickich zakończone wyrokami wygnania z Rzymu.
Idea Boissiera została rozwinięta w XX w. przez pisarzy opierających się o dowody tekstowe. Ukazywali oni, że doktryna stoicka była traktowana w początkach pryncypatu jako politycznie podejrzana.
W ostatnich latach pomysł spójnej opozycji stoickiej poddany został krytyce. Zauważono, że zachowane teksty stoickie mówią stosunkowo niewiele o teorii politycznej, poza wyrażaniem pragnienia dobrze rządzonego państwa. Wielu członków wymienianych pośród opozycji stoickiej należało do stanu senatorskiego, który pragnął przywrócenia swojej władzy i przywilejów, narażając się na odwet cesarzy. Wielu ludzi niewątpliwie dosięgnęły prześladowania, brak jednak dowodów na ich związek ze stoicyzmem. Przeciwko tym poglądom z kolei wysunięto opinię, że stoicy silnie podkreślali moralnie poprawne zachowanie (cnotę), jako jedyne dobro. Podczas gdy każda forma moralnie niewłaściwego zachowania była przez nich traktowana jako jedyne prawdziwe zło. Doktryna stoicka sprzyjała więc aktywnemu zaangażowaniu w życie polityczne i stanowiła wsparcie dla opozycjonistów w tamtym okresie.

## Historia

### Prekursorzy

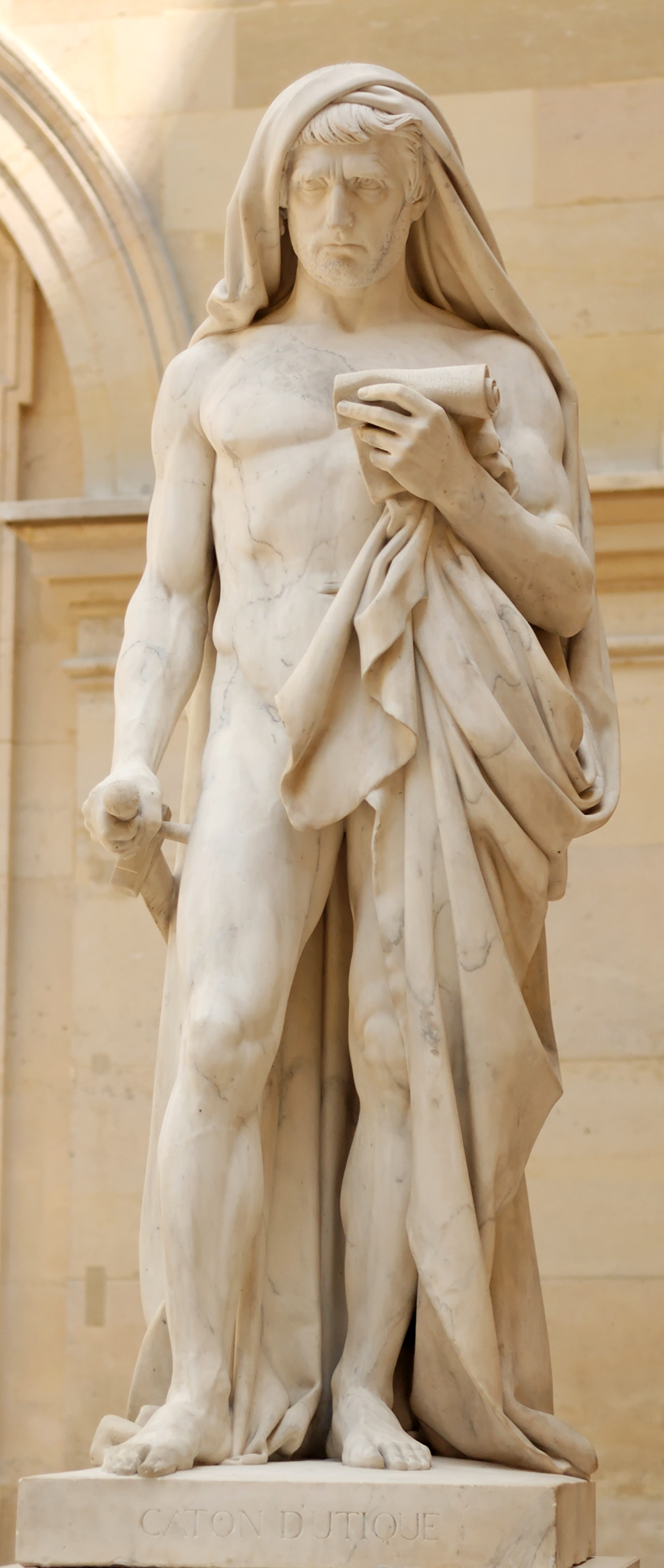
Posąg Katona Młodszego w Luwrze. Postać zamierza popełnić samobójstwo, czytając jeszcze przed śmiercią Fedona – dialog Platona opisujący śmierć Sokratesa.

W I w. p.n.e. stoicki senator Katon Młodszy przeciwstawił się Juliuszowi Cezarowi w czasie wojny domowej trwającej w latach 49–45 p.n.e. Po porażce poniesionej w bitwie pod Tapsus, Katon wybrał samobójstwo, nie chcąc żyć pod dyktaturą Cezara. Późniejsi stoicy uznawali Katona za symbol sprzeciwu autokratycznej władzy. Dla Seneki stanowił on wzór idealnego stoika, którego męczeńska śmierć przypominała śmierć Sokratesa. Podobnie w De Bello Civili Lukana, Katon został przedstawiony jako jedyna konsekwentnie bohaterska postać.

### Pod rządami Nerona
Pierwszym stoikiem ukaranym przez Nerona był Rubeliusz Plaut, daleki kuzyn cesarza. Popadający w coraz większą paranoję cesarz uznał go za potencjalnego rywala i wygnał do Azji Mniejszej w 60 r. n.e. Wraz z Plautem na banicję udał się inny filozof stoicki, Muzoniusz Rufus. W dwa lata później prefekt pretorianów, Tygellinus, przeraził Nerona, oskarżając Rubeliusza Plauta iż „posiadał on arogancję stoików, którzy rodzą bunt i intrygi”. Za radą Muzoniusza, Plaut zdecydował się przyjąć nadchodzącą śmierć, zamiast próbować ucieczki. Centurion wysłany z Rzymu zamordował filozofa, kiedy ten rozbierał się do swoich codziennych południowych ćwiczeń.
W 65 roku n.e. jeden z sekretarzy Nerona, Epaphroditos, właściciel Epikteta, doniósł cesarzowi o spisku Pizona. Neron sowicie go za to wynagrodził. W wyniku donosu Seneka oraz jego bratanek Lukan, zostali zmuszeni do popełnienia samobójstwa. Muzoniusz Rufus, który zdążył powrócić do Rzymu po śmierci Rubeliusza Plauta, został ponownie skazany na wygnanie z powodu swojej sławy jako filozofa. Tym razem udał się na banicję na wyspę Gyarus, gdzie pracował przy uprawie roli ze swoimi studentami.
Około roku 66 n.e. Trazea Paetus, wpływowy rzymski senator, przyjaciel i zwolennik Muzoniusza Rufusa, został oskarżony o zdradę stanu. Przestępstwo senatora polegało na kampanii nieobecności na posiedzeniach senatu, nie uczestnictwie w przysiędze składanej przez senat cesarzowi na początku każdego roku, unikaniu kapłańskich ślubów za cesarza (nawet gdy Trazea pełnił urząd kwindecymwira), nieobecności podczas głosowania nad ubóstwieniem Poppei, a także nieuczestniczeniu w jej pogrzebie. Paetus nigdy nie złożył ofiary dla pomyślności cesarza. Według Tacyta, wrogość Nerona podsycana była również przez Kapitona Kossucjanusa, który atakował Paetusa z powodu jego stoicyzmu. Kossucjanus uważał stoików za sektę wrogą autokracji, która otwarcie krytykowała postępowanie cesarza:
Albo więc przejdźmy do owego ustroju, jeżeli jest lepszy, albo też zwolennikom nowostek odbierzmy ich wodza i doradcę. Ta sekta wydała Tuberonów i Fawoniuszów, dawniej także rzeczypospolitej niemiłe imiona. Aby obalić rządy cesarskie, niosą wolność na pokaz – skoro je obalą, na samą wolność się targną. Na próżno usunąłeś Kasjusza, jeżeli chcesz ścierpieć, że naśladowcy Brutusów krzewią się i wzrastają w siłę.
Trazeę skazano na śmierć. Próbował go ocalić jego przyjaciel, Arulenus Rustyk, trybun ludowy. Zamierzał on użyć swojego prawa veta dla odrzucenia przyjętego senatus consultum. Trazea sprzeciwił się takiemu działaniu, które jego zdaniem doprowadziłoby do zguby przyjaciela i nie pomogło w niczym jemu samemu. W tym samym okresie zostali osądzeni i skazani na wygnanie dwaj inni prominentni stoicy, Helwidiusz Priscus, zięć Trazei wraz ze swym przyjacielem, Paconiusem Agrippinusem. Agrippinusa wychwalał później Epiktet za niewzruszoność, z jaką przyjął wyrok.
Innym zwolennikiem Muzoniusza Rufusa był Barea Soranus (daleki krewny cesarza Marka Aureliusza). Był on sądzony w latach 65 oraz 66 n.e. Oskarżono go o przyjaźń z Rubeliuszem Plautem oraz o to, że starał się zjednać dla idei przewrotu prowincję Azję, której był prokonsulem. Jego córka, Servilia, oskarżona została o to, że radziła się maga. Obydwoje zostali skazani na śmierć i popełnili samobójstwo.
Publiusz Egnatius Celer, nauczyciel stoicki odegrał rolę jako główny świadek oskarżenia w procesie Barei Soranusa i jego córki. Otrzymał za to od Nerona wysoką nagrodę. Za Wespazjana skazany został jednak na śmierć za donosicielstwo. Według badaczy Epiktet odnosi się właśnie do jego osoby we fragmencie swoich Diatryb.

### Pod rządami Wespazjana
Za panowania Wespazjana nadal postrzegano szkoły filozoficzne, a stoików w szczególności, za zagrożenie polityczne. Jednym z pierwszych postanowień cesarza było wypędzenie w 71 lub 72 r. n.e. filozofów z Rzymu. Początkowo zezwolono na pozostanie Muzoniusza Rufusa, kierując się dobrą sławą, jaką posiadał. Filozof dołączył jednak do wygnańców około roku 75 n.e. Udał się on do Syrii, by powrócić do Rzymu już po śmierci Wespazjana w 79 r. n.e.

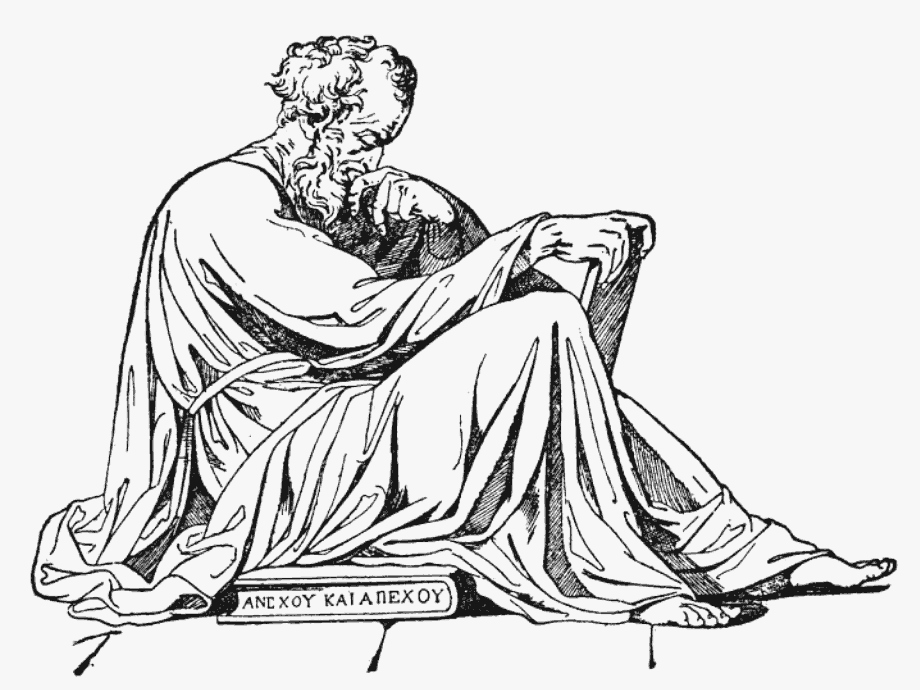
Epiktet, niewolnik. Na podstawie obrazu Giuseppe Rossi. Ilustracja z książki Voltaire’s Romances translated from the French (1889 r.). Podpis w języku greckim – Ἀνέχου καὶ ἀπέχου, „Anechou kai apechou”, oznacza znoś i powstrzymaj się; cierp i panuj nad sobą (dewiza stoików).

Cesarz próbował odgrywać rolę wspaniałomyślnego władcy, spotkał się jednak z opozycją ze strony Helwidiusza Priscusa. Priscus sprzeciwił się władzy cesarskiej, potępił monarchię i dziedziczenie tronu, zaciekle bronił praw senatu. Wespazjan zdecydował się zgładzić oponenta. Wychwalał Priscusa natomiast Epiktet za to, że nie usłuchał rozkazu cesarza, zabraniającego mu uczestnictwa w obradach senatu.

### Pod rządami Domicjana
W 93 r. n.e. oskarżono grupę ludzi o obrazę majestatu cesarskiego Domicjana. Troje z nich skazano na śmierć, tj. Arulenusa Rustyka, Herenniusa Senecio i Helwidiusza Priscusa (młodszego). Mianowany rok wcześniej konsulem (consul suffectus) Arulenus Rustyk, został stracony z powodu napisanego przez siebie panegiryku na cześć Trazei Paetusa.
List od cesarza Domicjana został dostarczony Arulenusowi Rustykowi w trakcie wykładu filozoficznego, któremu się przysłuchiwał. Rustyk nie zerwał pieczęci, aby zapoznać się z treścią pisma, ale ku podziwowi zebranych wysłuchał do końca przemawiającego filozofa.
Wdowa po Priscusie, Fannia, córka Trazei Paetusa poprosiła Herenniusa Senecio aby skomponował panegiryk na cześć jej zmarłego małżonka. Dostarczyła w tym celu kopii zapisków osobistych, które odziedziczyła po Priscusie. Doprowadziło to do stracenia Senecio i wygnania Fannii. Na śmierć został skazany także Helwidiusz młodszy. Przyczyną było autorstwo sztuki o Parysie i Ojnone, zinterpretowanej jako satyra na małżeństwo Domicjana i Domicji.
Domicjan okazywał podejrzliwość w stosunku do szkół filozoficznych. W latach 88/89 n.e. oraz 93/94 n.e. wypędził filozofów nie tylko z Rzymu, ale z całej Italii. Najsłynniejszym z wygnanych był Epiktet, który przeprowadził się do Nikopolis w Grecji. Założył tam odnoszącą sukcesy szkołę i został jednym z najsłynniejszych filozofów stoickich. Epiktet, wyzwoleniec Epaphroditosa, wychwalał w Diatrybach Paconiusa Agrippinusa i Helwidiusza Priscusa, wybitnych przedstawicieli opozycji stoickiej. Filozof zachęcał swoich studentów do podążania za ich moralnym przykładem.

### Późniejsze wpływy
Marek Aureliusz kształcił się w filozofii stoickiej już od młodości. Najważniejszym nauczycielem przyszłego cesarza był Juniusz Rustyk, bezpośredni potomek Arulenusa Rustyka. W Rozmyślaniach Marek Aureliusz określa Nerona mianem tyrana. Dziękuje również swojemu arystotelesowskiemu nauczycielowi, Klaudiuszowi Sewerusowi:
I za poznanie dzięki niemu Trazei, Helwidiusza, Katona, Diona, Brutusa.

I dokładne zrozumienie, na czym polega zrównoważony ustrój państwowy, zarządzany w zgodzie z równością oraz równą swobodą wypowiedzi, a także władza królewska, szanująca przede wszystkim wolność rządzonych.

## Krytyka
Przeciwko koncepcji tzw. opozycji stoickiej wysunięto następujące argumenty:
1. Opozycja nigdy nie przyjęła formy spisku. Grupa stoików w żadnym momencie dziejów nie dokonała próby usunięcia cesarza.
2. Stoicy nigdy nie wysunęli kontrkandydatury do tronu cesarskiego.
3. Do metod opozycji należały: względnie niezależne wyrażanie poglądów w senacie, wycofanie się z życia publicznego, wycofanie się z kariery politycznej, subtelne ataki literackie na rządzącego władcę.
4. Grupa opozycyjna nigdy nie próbowała przeprowadzić reformy ustrojowej, przywrócić systemu republikańskiego.
5. Opozycja nigdy nie sformułowała spójnego, wieloletniego programu działania a starała się raczej o zachowanie status quo.
6. Nigdy nie istniała żadna presja grupy na swoich członków, wymagająca konkretnego sposobu działania.
7. Zachowanie członków opozycji stoickiej można wyjaśnić bez potrzeby odwoływania się do teorii stoickiej. Działać oni mogli przez wzgląd na tradycyjne wartości klasy społecznej senatorów.
8. Członkowie grupy podzielali powszechne konserwatywne polityczne i moralne ideały, które wywodziły się raczej ze społeczeństwa, w którym żyli, niż z filozofii społecznej per se.